# Les Tonneliers
Les Tonneliers est une œuvre de l'artiste Louis Toffoli. Il s'agit d'une mosaïque installée à Charenton-le-Pont, en France.

## Description
L'œuvre est une mosaïque monumentale carrée d'environ 4 m de côté. Elle représente trois tonneliers au travail, en train de concevoir plusieurs barriques.

## Localisation
La sculpture est installée sur la façade d'un bâtiment du quai des Carrières, à l'intersection avec la rue des Bordeaux, à Charenton-le-Pont.

## Artiste
Louis Toffoli (1907-1999) est un peintre français.